# Charles Augustin de Coulomb
Charles Augustin de Coulomb (Angoulême, 14 giugno 1736 – Parigi, 23 agosto 1806) è stato un fisico e ingegnere francese.

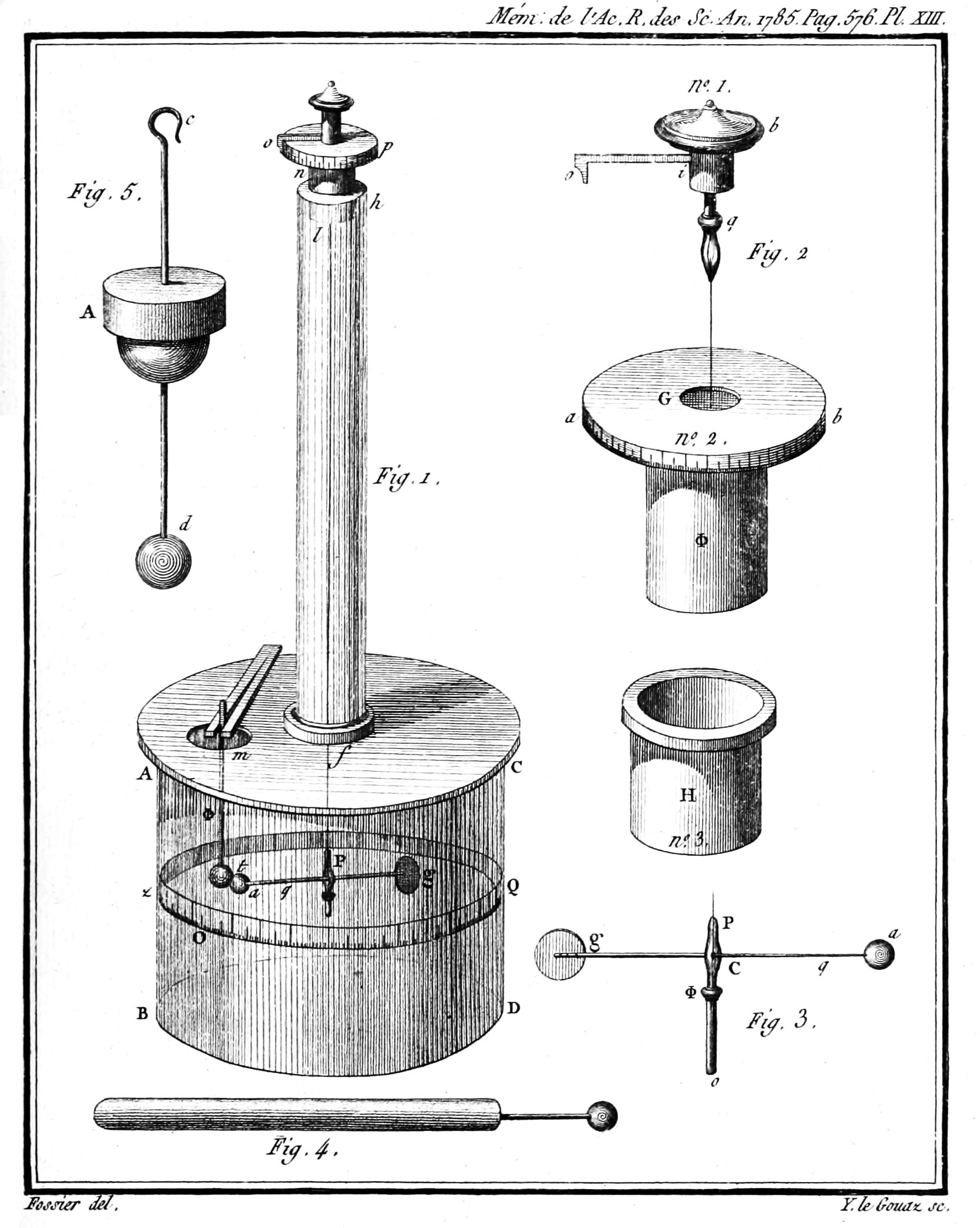
La bilancia di torsione di Coulomb

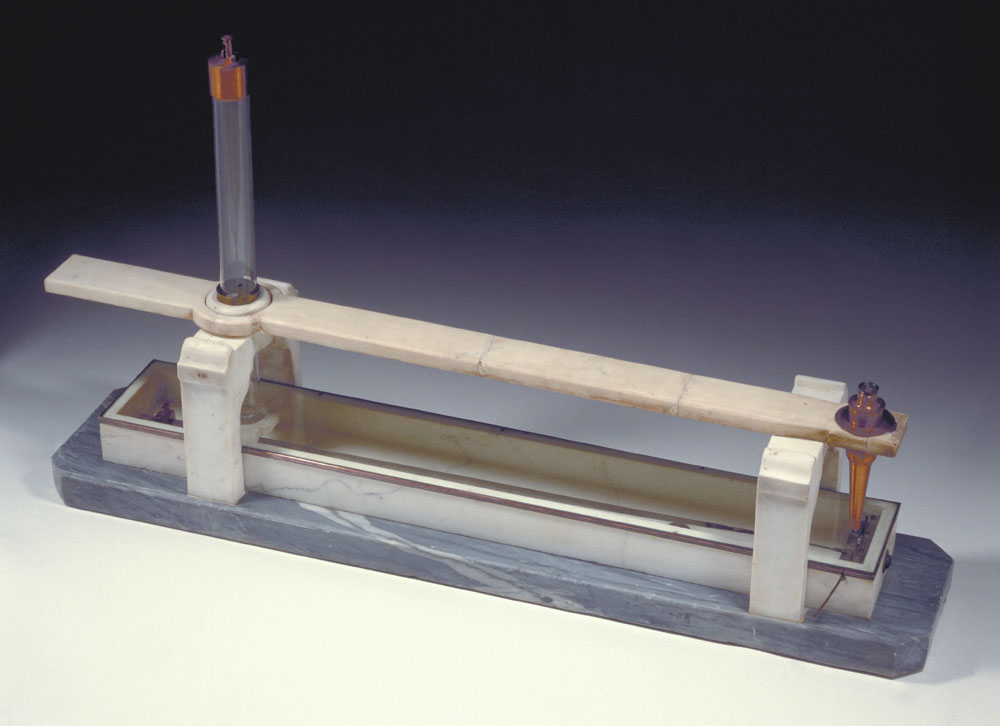
Declinometro di Coulomb costruito da Giovanni Fortini, Museo Galileo, Firenze

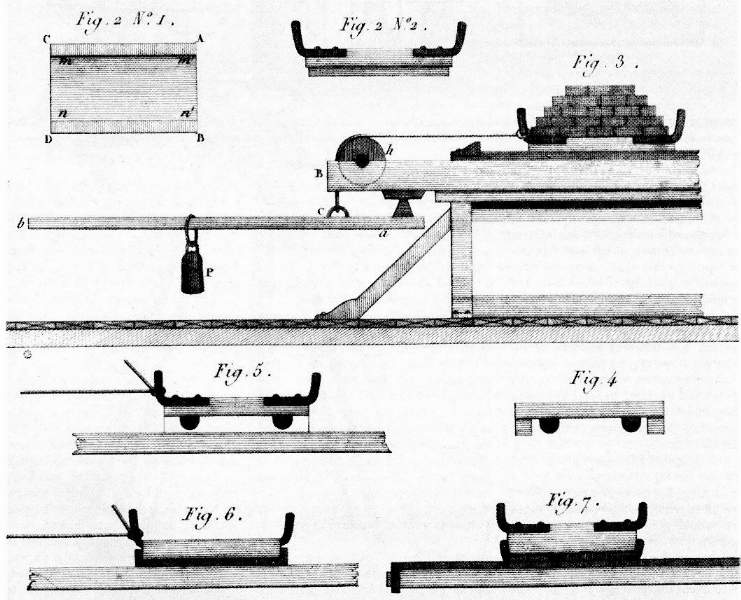
Apparato sperimentale di Coulomb

Per la legge da lui formulata, è considerato il fondatore della teoria matematica dell'elettricità e del magnetismo. L'unità di misura della carica elettrica nel Sistema internazionale porta il suo nome (il coulomb). Diede anche fondamentali contributi nel campo della meccanica teorica (il concetto di tensione tangenziale e le leggi dell'attrito) e applicata (resistenza dei materiali e geotecnica).

## Biografia
Charles Augustin Coulomb era figlio di Henry Coulomb, ispettore del demanio reale, e di Catherine Bajet, appartenente ad una ricca famiglia di commercianti. Completò i suoi studi a Parigi, dove divenne nel 1761 Ingénieur du Roy, cioè ingegnere militare. In tale veste, nel 1764 fu inviato nell'isola della Martinica, nelle Indie Occidentali, dove rimase per nove anni svolgendo un'intensa attività professionale, che fu per lui anche preziosa fonte per il suo lavoro di ricerca, componendo in questo periodo un'importante memoria sui temi della meccanica applicata.
Rimpatriato con il grado di capitano, presentò nel 1773 all'Académie des sciences di Parigi il suo primo lavoro, Essai sur une application des règles de maximis et de minimis à quelques problèmes de Statique relatifs à l'Architecture,  dove fece uso dell'avanzato strumento del calcolo delle variazioni per studiare la flessione delle travi, la spinta delle terre sui muri di sostegno e l'equilibrio delle volte in muratura. In tale lavoro definì le leggi dell'attrito, diede per primo formalizzazione al concetto di tensione tangenziale ed introdusse il criterio di resistenza per la resistenza dei materiali che porta il suo nome.
Negli anni successivi continuò il suo lavoro di ingegnere a Cherbourg (1774-76), a Besançon (1777-79) e a Rochefort-La Rochelle (1779-1780), dove si occupò della riparazione del forte dell'Île-d'Aix. Qui, in collaborazione con l'arsenale di Rochefort, riprendendo lo studio dell'attrito e della coesione, fece realizzare diverse esperienze sull'attrito fra due superfici e dell'attrito fra funi: il lavoro Théorie des machines simples, en ayant égard au frottement de leurs parties et à la roideur des cordages gli valse nel 1781 il premio dell'Académie des sciences, seguito dalla sua elezione a tale istituzione scientifica. Questo trattato è stato il primo saggio scientifico fondamentale dedicato alle leggi fisiche dell'attrito statico e dinamico (vedi figura a lato con la descrizione meccanica delle forze meccaniche di attrito e di pressione presenti fra due superfici di due corpi a contatto).

Effetto d'attrito studiato da Coulomb

Nel 1781 fece ritorno definitivamente a Parigi, dove iniziò ad interessarsi del nuovo settore di ricerca fisica che stava prendendo terreno tra i maggiori scienziati dell'epoca: l'elettricità. Nel 1784 pubblicò la sua memoria Recherches théoriques et expérimentales sur la force de torsion et sur l'élasticité des fils de metal , nel quale sviluppò un tema di meccanica (la torsione della trave) per lo studio di uno strumento (la bilancia di torsione) fondamentale per le sue indagini sperimentali sulla carica elettrica delle superfici e sulle leggi dell'elettricità e del magnetismo, della cui teoria matematica è considerato il fondatore. Tra il 1785 ed il 1791 pubblicò, sempre presso l'Académie, le sue sette memorie su tali temi, che gli valsero la sua perdurante notorietà. In tali lavori Coulomb spiegò le leggi di attrazione e repulsione tra cariche elettriche e poli magnetici (la legge di Coulomb), benché egli non avesse trovato la connessione tra i due fenomeni: egli pensava che l'attrazione e la repulsione fossero dovute a differenti tipi di fluidi.
Tali memorie furono solo una parte del lavoro da lui prodotto in diversi campi di ricerca: tra il 1781 ed il 1806 egli pubblicherà venticinque memorie, collaborando anche con Bossut, Borda, de Prony e Laplace.
Con lo scoppio della Rivoluzione francese, nel 1789 rassegnò le sue dimissioni dal corpo del Genio Militare e dalla sua carica di intendant des eaux et fontaines. Nel periodo del Terrore, abbandonò Parigi, ritirandosi nel 1793 in una piccola tenuta che possedeva a Blois per continuare ad occuparsi della sua ricerca scientifica. Rientrò nella capitale sotto il regime del Direttorio quando, nel dicembre 1795, fu tra i primi membri eletti dell'Institut de France che aveva sostituito dopo la rivoluzione l'Académie des sciences. Prese parte alla nuova determinazione di pesi e misure, che era stata decretata dal governo rivoluzionario e venne nominato nel 1802, sotto Bonaparte, ispettore dell'istruzione pubblica. In tale veste, fondò diversi licei in Francia. Ma la sua salute era già compromessa e morì quattro anni dopo a Parigi.

## Onorificenze
- L'unità di misura della carica elettrica, il coulomb, prende da lui il nome.
- È commemorato sulla Torre Eiffel
- Un cratere lunare è a lui dedicato

## Scritti

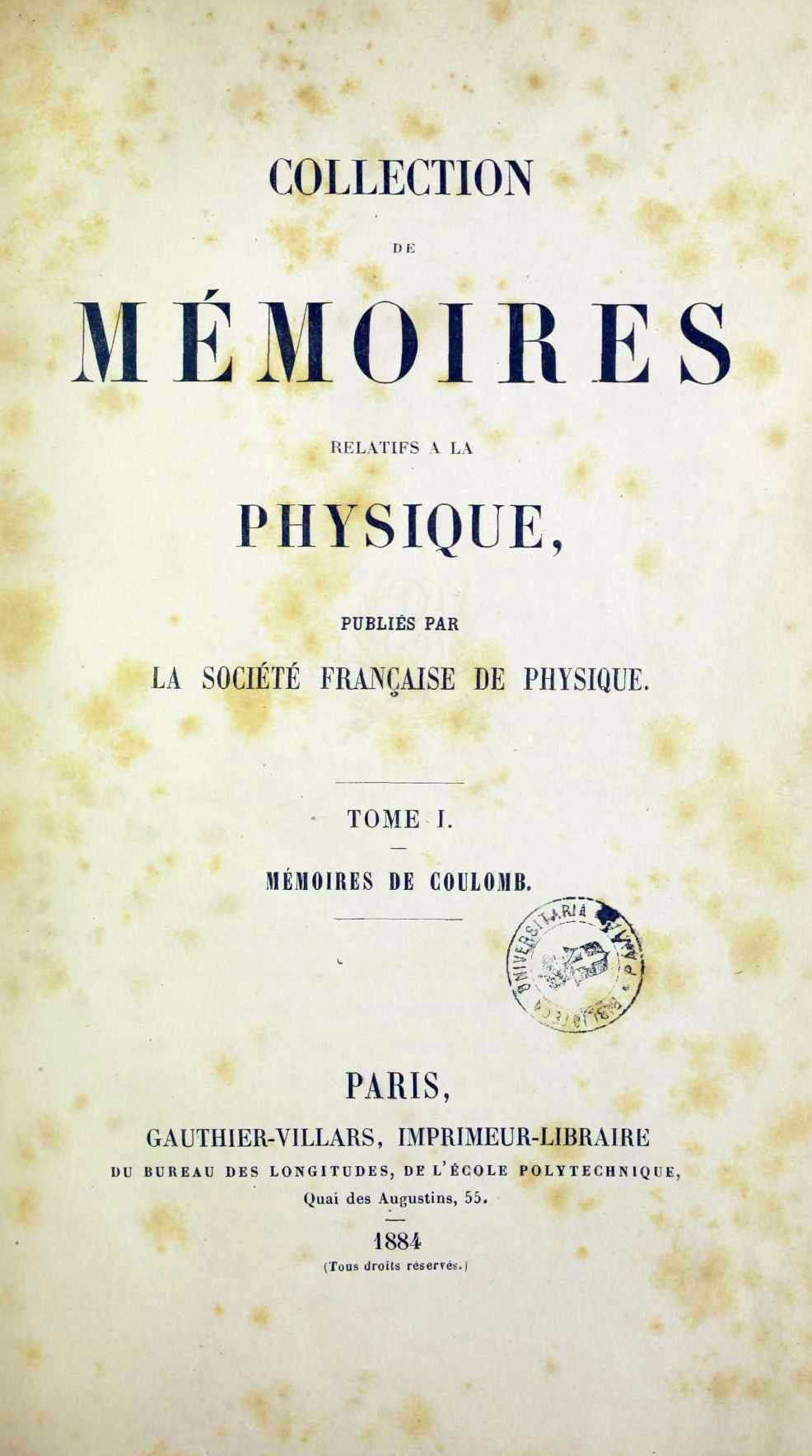
Mémoires, 1884

- (FR) Théorie des machines simples, Parigi, Bachelier, 1821.
- (FR) Collection de mémoires relatifs à la physique,... Tome I. Mémoires / de Coulomb, Parigi, Gauthier-Villars, 1884.
- (FR) Recherches sur les moyens d'exécuter sous l'eau toutes sortes de travaux, 1779.